# Aspilota ruficornis
Aspilota ruficornis is een insect dat behoort tot de orde vliesvleugeligen (Hymenoptera) en de familie van de schildwespen (Braconidae). De wetenschappelijke naam van de soort werd voor het eerst geldig gepubliceerd door Christian Gottfried Daniel Nees von Esenbeck in 1834.